# McKinley County
McKinley County är ett administrativt område i delstaten New Mexico, USA. År 2010 hade countyt 71 492 invånare. Den administrativa huvudorten (county seat) är Gallup.

## Geografi
Enligt United States Census Bureau har countyt en total area på 14 128 km². 14 112 km² av den arean är land och 16 km² är vatten.

### Angränsande countyn
- San Juan County, New Mexico - nord
- Sandoval County, New Mexico - öst
- Cibola County, New Mexico - syd
- Apache County, Arizona - väst

### Orter
- Black Rock
- Brimhall Nizhoni
- Church Rock
- Crownpoint
- Crystal
- Gallup (huvudort)
- Nakaibito
- Navajo
- Pueblo Pintado
- Ramah
- Rock Springs
- Thoreau
- Tohatchi
- Tse Bonito
- Twin Lakes
- Yah-ta-hey
- Zuni Pueblo